# Acirsa
Acirsa is een geslacht van kleine predatoriaale zeeslakken uit de familie van de wenteltrappen (Epitoniidae). Het geslacht bevat de volgende soorten:
- Acirsa borealis (Lyell, 1841)
- Acirsa antarctica (Smith, 1907)
- Acirsa implexa Sohl, N.F., 1964
- Acirsa americana
- Acirsa bezanconi
- Acirsa amara Kilburn, 1985
- Acirsa chitaniana
- Acirsa clathrata
- Acirsa coarctata coarctata
- Acirsa coarctata distantespirata
- Acirsa cookiana
- Acirsa corsicana Nordsieck F., 1974
- Acirsa costulata
- Acirsa cretacea
- Acirsa culmosa
- Acirsa elatum
- Acirsa entrichti
- Acirsa eschrichti
- Acirsa exopleura
- Acirsa flexicostata
- Acirsa gracilis
- Acirsa gravida
- Acirsa martensi
- Acirsa menesthoides
- Acirsa berryi
- Acirsa microstriata
- Acirsa otogoensis
- Acirsa pelagica
- Acirsa subcarinata
- Acirsa subdecussata (Cantraine, 1835)
- Acirsa vayssierei
- Acirsa turrita
- Acirsa undulata
- Acirsa undulata
- Acirsa wadei